# Sayf al-Din Bilbay
Sayf al-Din Bilbay, död 1468, var en egyptisk regent. Han var sultan i mamlukdynastins Egypten mellan 1467 och 1467.